# Vladimir Veličković
Vladimir Veličković, cyr. Владимир Величковић (ur. 11 sierpnia 1935 w Belgradzie, zm. 29 sierpnia 2019 w Splicie) – serbski i jugosłowiański malarz.

## Życiorys
Był synem Dušana i Lenki. W 1960 ukończył studia na Wydziale Architektury Uniwersytetu Belgradzkiego. W latach 1963–1966 był asystentem chorwackiego malarza Krsto Hegedušicia w jego pracowni w Zagrzebiu. W 1965 zdobył nagrodę na paryskim biennale. Do Paryża przeniósł się rok później i tam miał swoją pracownię. W 1967 jego prace wystawiła paryska Galerie du Dragon. W 1983 został wybrany profesorem paryskiej École nationale supérieure des beaux-arts, w której wykładał do 2000. W 2009 założył fundację nazwaną swoim imieniem, wspierającą młodych artystów. W roku 2017 podpisał Deklarację o wspólnym języku Chorwatów, Serbów, Boszniaków i Czarnogórców.

## Nagrody i wyróżnienia
W 1985 wybrany członkiem Serbskiej Akademii Nauk i Sztuk, a 7 grudnia 2005 członkiem francuskiej Académie des Beaux-Arts (sekcja I). Odznaczony Legią Honorową i Orderem Sztuki i Literatury. W 1987 wyróżniony Nagrodą Herdera.

## Wystawy indywidualne
- 1970: Musée d’Art Moderne de la ville de Paris
- 2010: Peinture depuis 1968, Chabrillan – Montélimar
- 2011: Les versants du silence, Tuluza.